# Bahnhof Skive Nord

Der Bahnhof Skive Nord war ein dänischer Bahnhof in der Stadt Skive in Nørrejylland. Der Bahnhof lag an den stillgelegten Bahnstrecken Skive–Glyngøre (Sallingbanen, 1884–1971) und Skive–Rødding (Vestsallingbanen, 1924–1966).

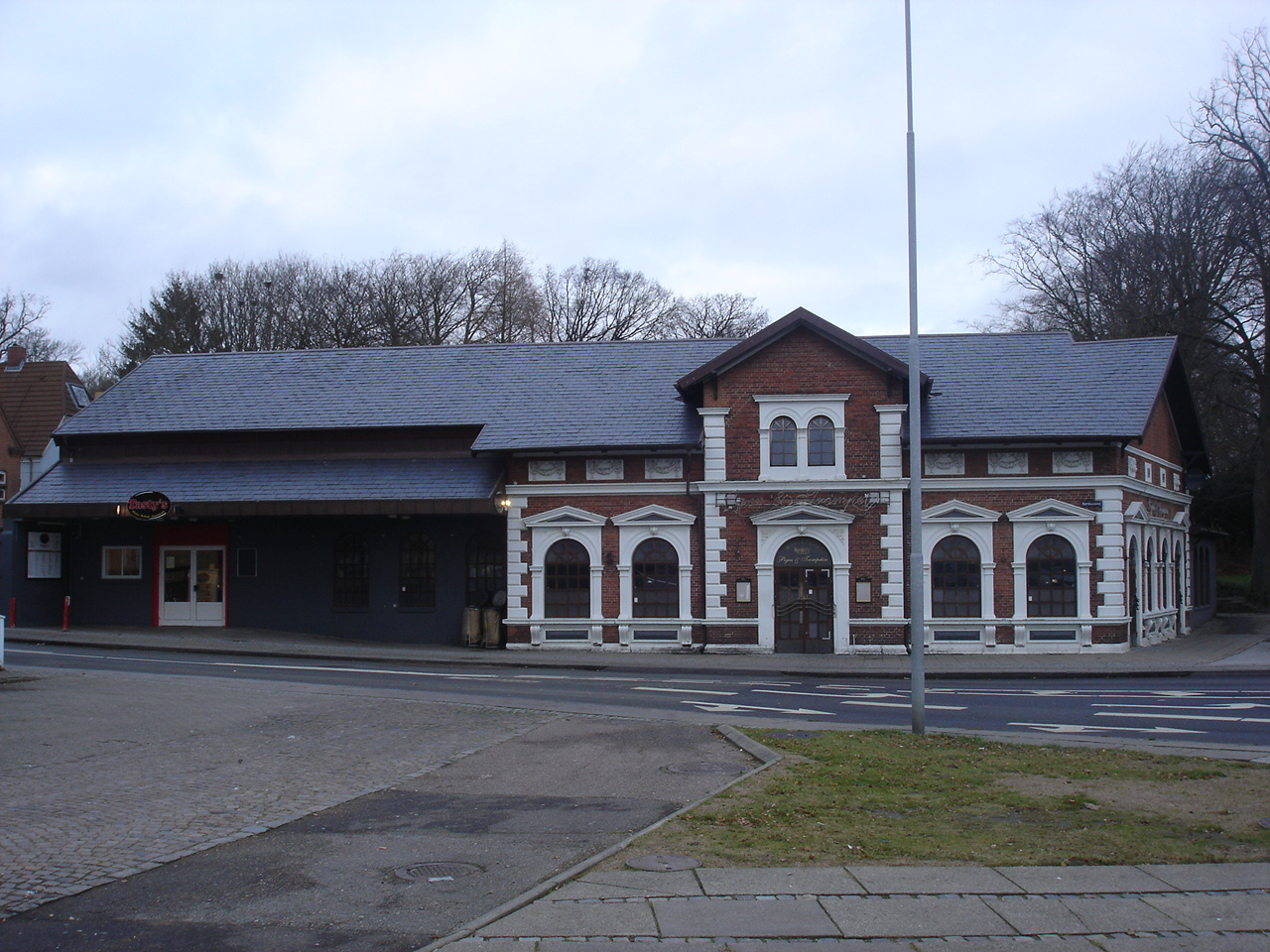
Das Eisenbahn-Restaurant am Nordbanevej

## Geschichte
Die Station hieß ursprünglich Skive Holdeplads, bis Danske Statsbaner ab dem 1. Mai 1922 die Bezeichnung Holdeplads nicht mehr verwendete und stattdessen den Bahnhof Skive Nord nannte.
Von 1884 bis 1962 lag Skive Holdeplads/Skive Nord am Nordbanevej nahe der Stadtmitte. In dieser Zeit hatte die Station mehr Fahrgäste als der abseits liegende Bahnhof Skive H.
Der Bahnhof war nicht für Frachtannahme geplant und hatte kein Ladegleis. Das kleine Bahnhofsgebäude wurde bereits 1886 erweitert. Mit der Eröffnung des Eisenbahn-Restaurants direkt gegenüber am 7. Juni 1885 entspannte sich das Platzproblem. In der Zeit von 1923 bis 1925 wurde der Bahnsteig umgebaut und ein gesondertes Gleis für die Vestsallingbane angelegt. Diese benutzte das Gleis der Sallingbane zwischen Skive H und Skive Nord. Es existierte aber ein eigenes Gleis neben der Sallingbane auf einem gemeinsamen Bahndamm.

## Haltepunkt
1962 wurde der Bahnhof Skive H als Durchgangsbahnhof an den heutigen Standort verlegt. Die beiden Sallingbahnen wurden in den neuen Bahnhof eingefädelt, durch die neue Linienführung wurde Skive in einem weiten Bogen westlich umfahren. Drei Kilometer von Skive H entstand zwischen einer Wohnsiedlung und Feldern eine neue Station Skive Nord. Durch die Ferne vom Stadtzentrum gingen die Fahrgastzahlen stark zurück.
Skive Nord blieb der Ort, an dem sich die beiden Sallingbahnen verzweigten. Die Station wurde zum Haltepunkt herabgestuft. Die Weichen und Signale wurden vom Bahnhof Skive H gestellt. Es war zu diesem Zeitpunkt die am weitesten vom Stellwerk entfernte Signalanlage in ganz Dänemark.

## Stilllegung
Der alte Bahnhof Skive Nord wurde mit der Gleisverlegung 1962 überflüssig. Das Bahnhofsgebäude wurde 1964 abgerissen, um Platz für den Nørre Boulevard zu schaffen.
Als 1966 die Vestsallingbane stillgelegt wurde, konnte auf die Signal- und Weichenanlagen am Haltepunkt verzichtet werden. 1971 endete der Personenverkehr auf der Sallingbane und der Haltepunkt wurde komplett stillgelegt. Für den bis 1979 durchgeführten Güterverkehr war er nicht notwendig.